# Ramón Sabatés
Ramón Sabatés i Massanell (Llinars del Vallés, Barcelona, 26 de octubre de 1915-San Justo Desvern, Barcelona, 10 de enero de 2003) fue un historietista español que estuvo en activo durante casi siete décadas. Fue muy conocido por la sección Los grandes inventos del TBO. 

## Biografía
Comenzó sus estudios en 1921 en el Colegio La Salle, en el Barrio de Gràcia, donde permaneció hasta graduarse como perito mecánico. Allá por 1930, un amigo de la familia le enseñó los fundamentos de la pintura. Uno de sus primeros trabajos fue un tema publicitario para la revista Radio Barcelona. Poco después, inició su carrera humorística en Cholito, seguida en 1932 de colaboraciones en las revistas Pocholo y Jordi. En 1935 trabajó para algunas publicaciones de la futura Bruguera, y en 1934 publicó por vez primera en la famosa revista TBO, a la que permanecería vinculado durante más de medio siglo.
En 1941, ya acabada la guerra civil española, pasó a trabajar realizando cuadernillos monográficos, tanto de dibujo humorístico como realista. En 1943 retomó su relación con TBO y en los años sesenta se convirtió en el principal artífice de la emblemática Los grandes inventos del TBO. Esta sección fija de la revista es seguramente el más recordado de sus trabajos, lo que no es sorprendente, ya que llegó a dibujar más de 1000 páginas de estos estrambóticos inventos. Otra serie suya en la revista, aparecida en 1973, fue Casimiro Noteví, agente del TBI. 
Aunque sus trabajos en TBO son los más conocidos, no trabajó en exclusiva para esta revista. Para Bruguera realizó, en formato de cuadernillos, la serie El capitán Microbio (ocho números), en 1944. En 1947 colaboró en el semanario de la misma editorial Pulgarcito, para el que creó el personaje Sindulfo Sindetikon (1948). Ese mismo año publicó, en Cuentos de Pocholo, las series El abuelo y La familia Tragaperas. En 1949 creó, para la revista Trampolín, la serie La familia Sulfamida. En la revista dirigida a las niñas Florita dibujó semanalmente las aventuras de Pepe el Gitanillo. Colaboró con otras muchas revistas, como Jaimito, Tío Vivo, Nicolás, Lupita y Paseo Infantil. 
Durante los años cincuenta y sesenta dibujó innumerables historietas, chistes, pasatiempos, colecciones de cromos, y portadas e ilustraciones de libros infantiles. En esta época, su firma apareció casi en cada número de la revista TBO, en sus diferentes etapas, incluso cuando el semanario fue vendido por sus anteriores propietarios a Editorial Bruguera, en 1988. Durante todos esos años continuó al frente de Los grandes inventos del TBO.
Sabatés colaboró también con algunos diarios: a partir de 1960 La Vanguardia publicó un chiste diario suyo y en 1989 trabajó también en El Periódico de Cataluña, tareas que supo compaginar con sus colaboraciones en TV-3 y la revista Montsalvat, para la que realizaba parodias de divos de la ópera.
A pesar de haber trabajado durante casi 70 años, tuvo serios problemas económicos al final de su vida.